# Metro v Buenos Aires
Metro v Buenos Aires (španělsky: Subterráneo de Buenos Aires nebo jen Subte) je systém metra argentinského hlavního města Buenos Aires, je to jediný systém metra v Argentině. Otevřen byl v roce 1913, což z něj dělá historicky první systém metra na jižní polokouli, první systém metra v Latinské Americe a 13. nejstarší systém metra na světě.
Metro v Buenos Aires má 6 linek (A, B, C, D, E a H), které jsou dohromady dlouhé 55 kilometrů a mají 87 stanic, v budoucnu se ale chystá postavit linky další. Systém metra je ještě doplněn jednou linkou lehkého metra zvanou Premetro a jednou příměstskou linkou vlaku zvanou Línea Urquiza, které přinášejí 17 dalších stanic a 33 dalších kilometrů.

## Linky
- Linka A byla postavena jako první, v roce 1913. Vede od západu na východ, konečné stanice jsou San Pedrito a Plaza de Mayo
- Linka B byla postavena v roce 1930. Vede též od západu na východ, konečné stanice jsou Juan Manuel de Rosas a Leandro N. Alem.
- Linka C byla postavena v roce 1934. Vede centrem města, od severu na jih. Konečnými stanicemi jsou Retiro a Constitución.
- Linka D byla postavena v roce 1937. Vede ze severozápadu na jihovýchod, konečnými stanicemi jsou Catedral a Congreso de Tucumán.
- Linka E byla postavena v roce 1944. Vede od západu do centra, v centru vede od jihu na sever. Konečnými stanicemi jsou Plaza de los Virreyes a Retiro.
- Linka H je nejnovější, byla postavena v roce 2007. Vede od severu na jih, konečnými stanicemi jsou Facultad de Derecho a Hospitales.

V Buenos Aires jsou také 4 opuštěné stanice metra.

## Galerie

GIF: historie metra v Buenos Aires
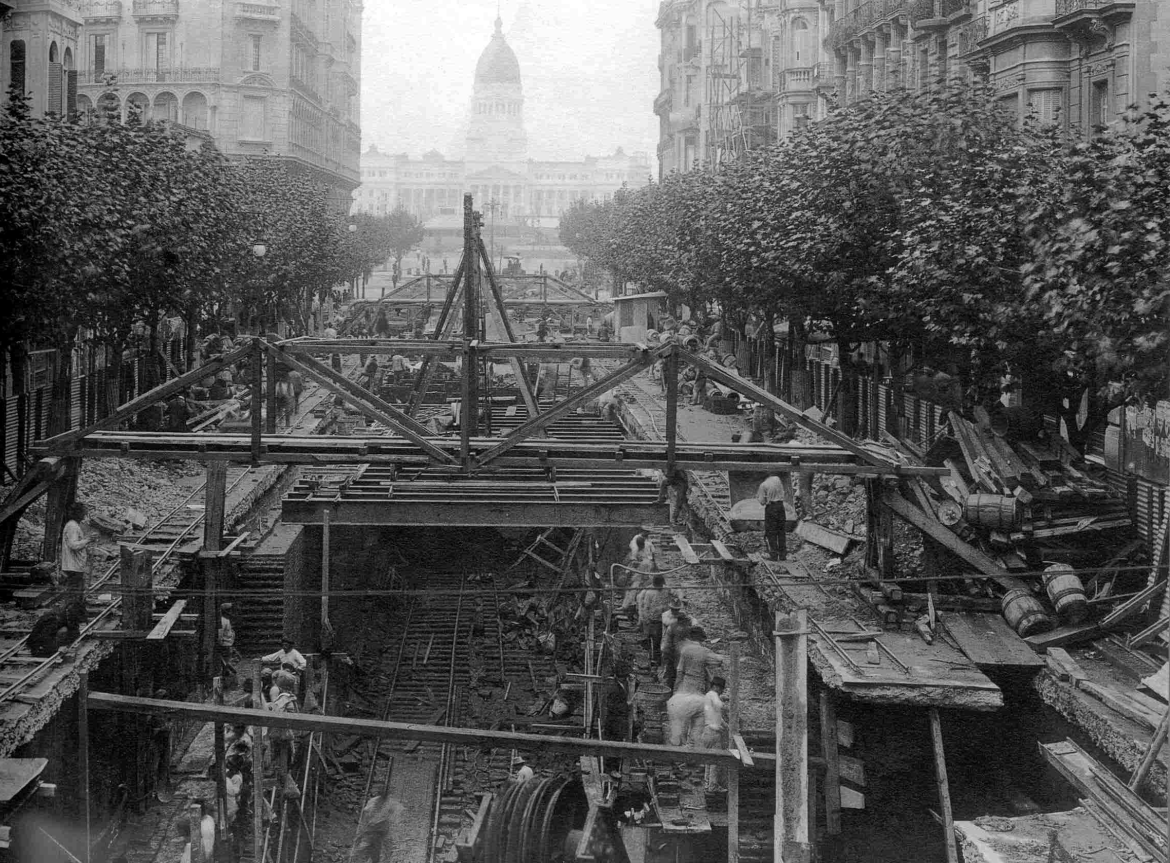
Výstavba metra, fotografie z náměstí Avenida de Mayo, 1912
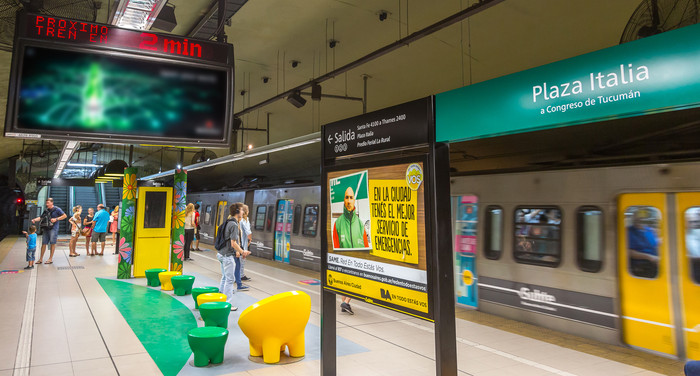
Stanice Plaza Italia
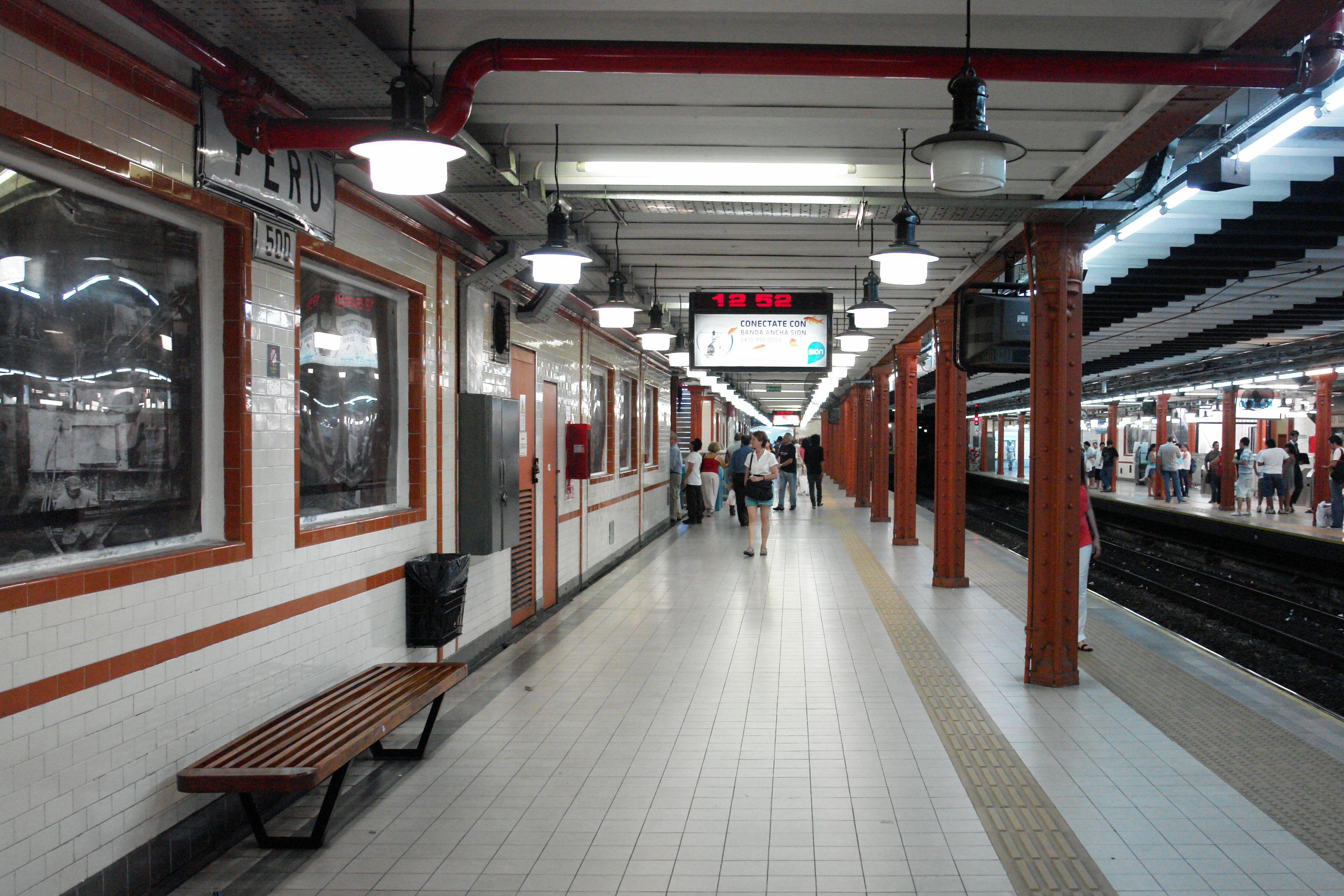
Stanice Perú
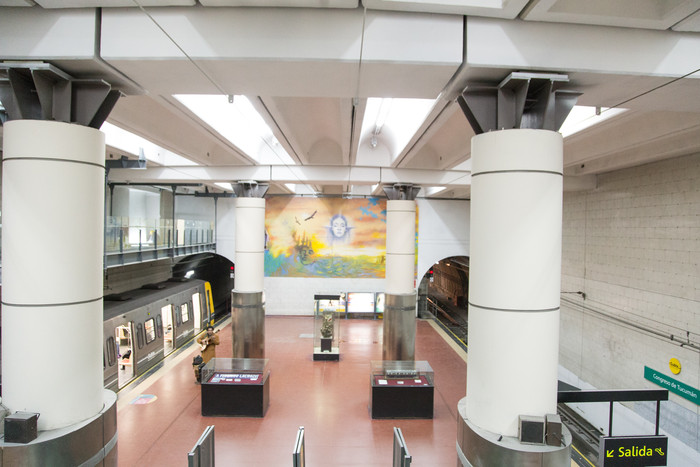
Stanice Congreso de Tucumán
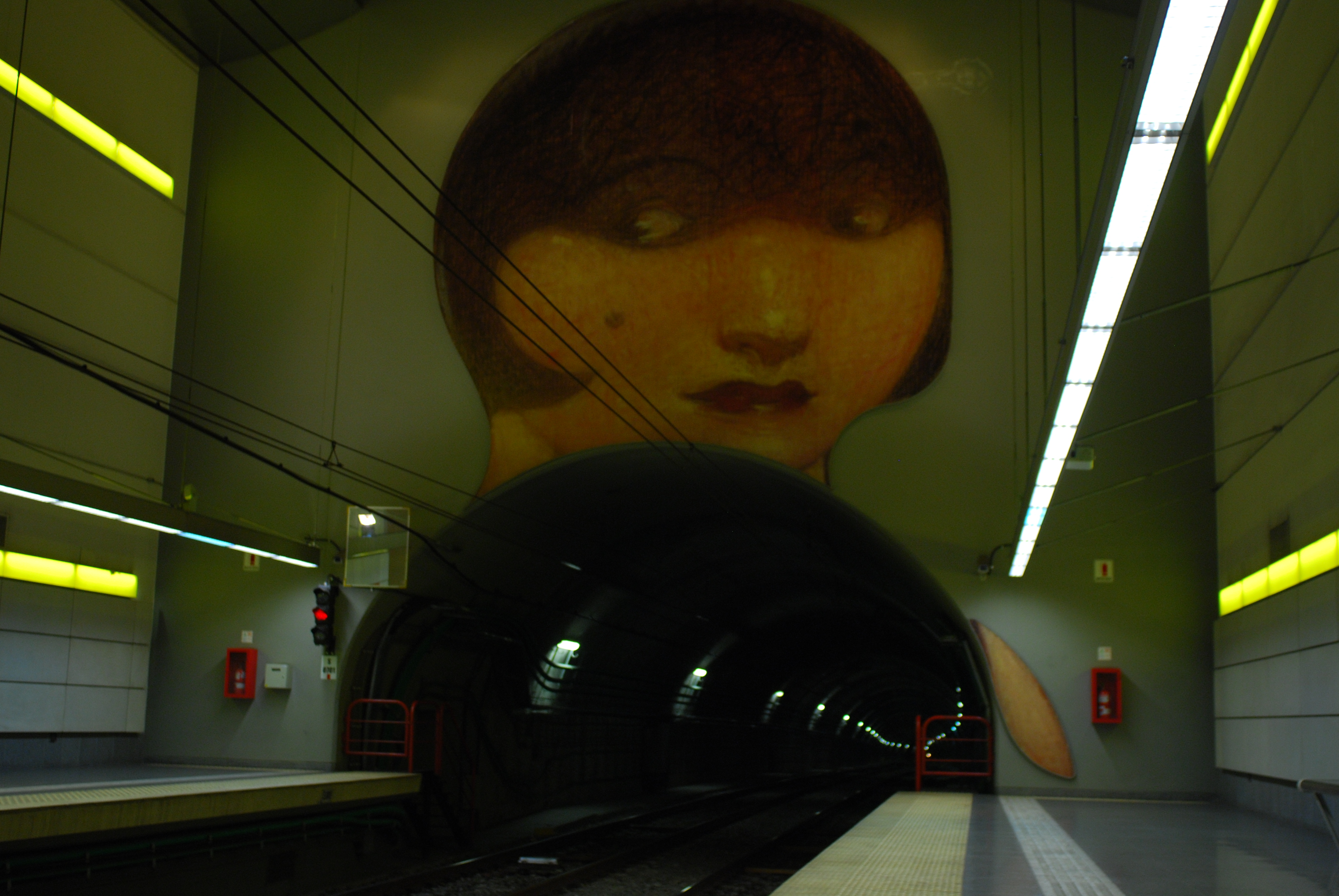
Stanice Venezuela
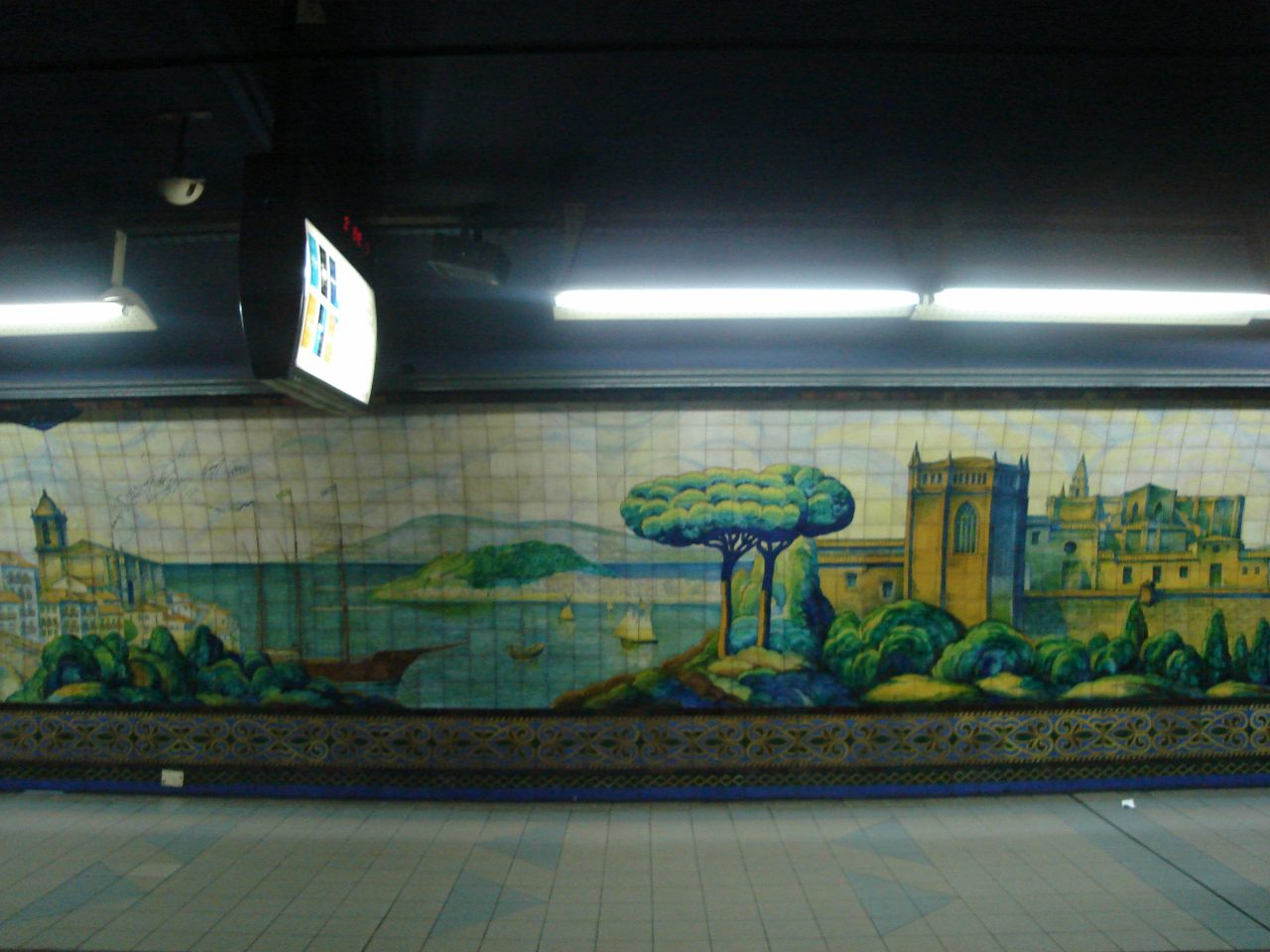
Stanice Moreno
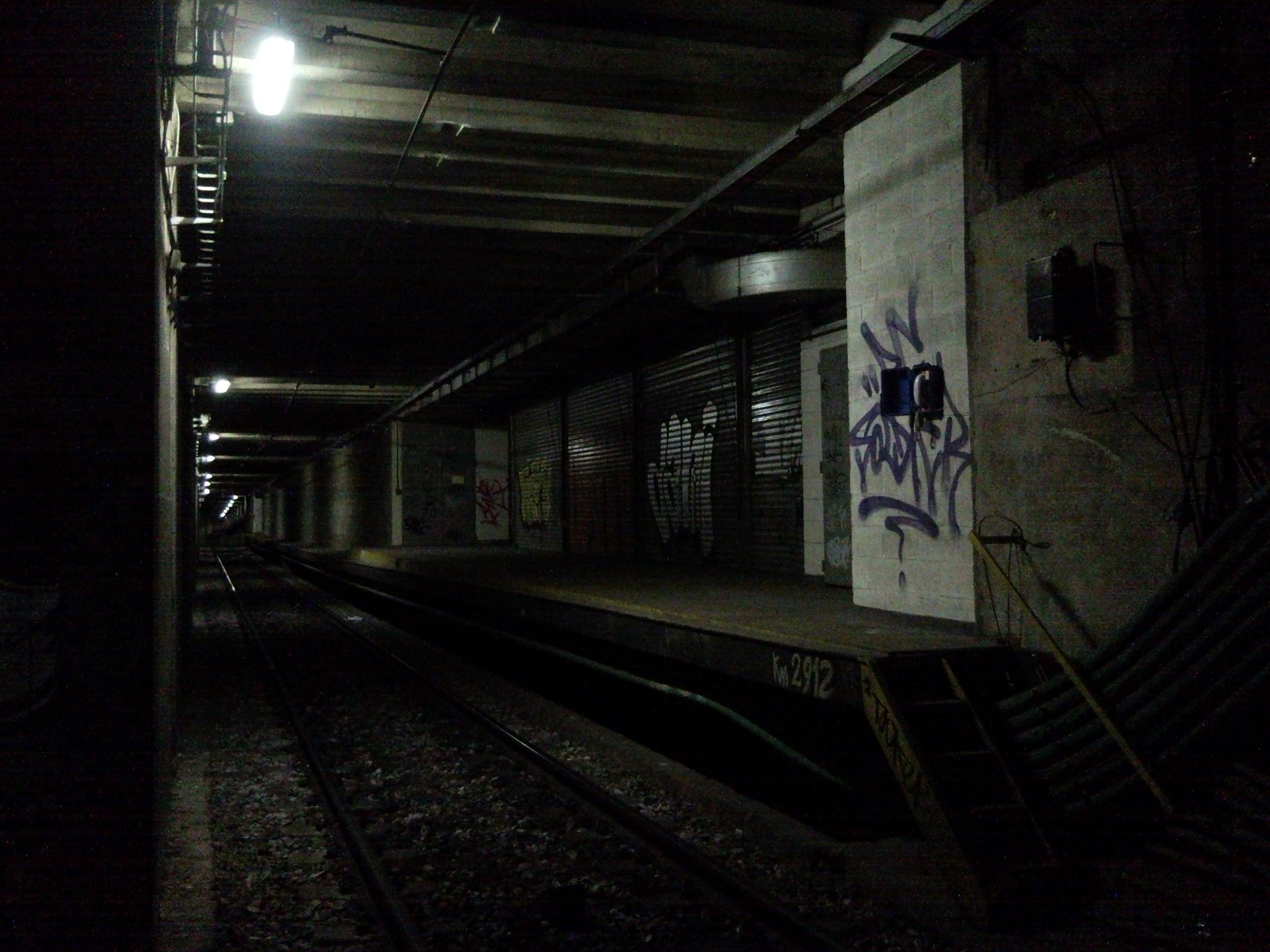
Opuštěná stanice Alberti Norte